# HD 100393
HD 100393, eller 18 Crateris, är en röd jätte i Vattenormens stjärnbild. Trots sin Flamsteed-beteckning tillhör den inte stjärnbilden Bägaren. Den ligger på gränsen mellan stjärnbilderna och fick byta tillhörighet vid översynen av gränser mellan stjärnbilderna år 1930 och benämns efter bytet av stjärnbild med sin HD-beteckning, HD 100393.
HD 100393 har visuell magnitud +5,11 och är synlig för blotta ögat vid normal seeing. Den befinner sig på ett avstånd av ungefär 390 ljusår.